# Szász Jenő
Szász Jenő (Gyergyószentmiklós, 1969. február 8.) erdélyi magyar faipari mérnök, közgazdász, Székelyudvarhely egykori  polgármestere, az erdélyi Magyar Polgári Párt (MPP) alapító elnöke, a Nemzetstratégiai Kutatóintézet elnöke.

## Életútja, munkássága
Római katolikus családból származik, a brassói Transilvania Egyetemen és a Budapesti Közgazdaságtudományi Egyetemen szerzett diplomát. Tudományos Diákköri konferenciákon ért el első helyezést (1990, 1991). A soproni Erdészeti és Faipari Egyetemen volt PhD ösztöndíjas (1993-1996). Kísérletek a bútorok és lakberendezési tárgyak számítógépes tervezésében című kötetét a Transilvania Egyetem adta ki, ugyanitt a faipar és a közgazdaságtan témakörében tart előadásokat.
Aktívan bekapcsolódott a közéletbe, 1992-93-ban a Brassói és az Országos Magyar Diákszövetség elnökeként működött. 1992-ben csatlakozott a Romániai Máltai Segélyszolgálat tevékenységéhez, s a székelyudvarhelyi szervezet vezetője lett. Az Erdélyi Magyar Műszaki Tudományos Társaság (EMT) is beválasztotta tagjai közé.
1995-ben a székelyudvarhelyi RMDSZ gazdasági-szociális alelnökévé választották. 1996-ban független jelöltként indult a székelyudvarhelyi polgármesteri választáson, s megválasztották Székelyudvarhely polgármesterének. 2000. április 21-én bejegyezték az Udvarhelyért Polgári Egyesületet, melynek elnöke. Polgármesteri működése alatt zajlott a székelyudvarhelyi „Cserehát-ügy”, amely a többségi nemzet és a romániai magyar kisebbség „ütközete.” 2000-ben ismét függetlenként indult Szász Jenő az önkormányzati választáson, s ismét megválasztották Székelyudvarhely polgármesterének. 2003-ban a Magyar Polgári Szövetség (MPSZ) elnöke lett. 2004-ben még nem jegyezték be az MPSZ-t mint pártot, ezért a 2004-ben ismét függetlenként indult Szász Jenő a székelyudvarhelyi polgármesteri székért, s meg is választották, így 1996 és 2008 közt, 12 éven át volt Székelyudvarhely polgármestere. 
2008 után önkormányzati képviselőként és mint a Magyar Polgári Párt (MPP) elnöke működött, 2012. decemberétől ő lett a Nemzetstratégiai Kutatóintézet vezetője.

## Művei
- Együttműködési lehetőségek a Kárpátok térségében; szerk. Duray Miklós, Kulcsár László, Szász Jenő; Nemzetstratégiai Kutatóintézet–NYME, Bp.–Sopron, 2016 (Kárpát-haza napló)